# Lüdinghausen
Lüdinghausen este un oraș în landul Renania de Nord-Westfalia la sud vest de Münster în Kreis Coesfeld.

## Geografie

### Poziție geografică
Lüdinghausen este situat la canalul Dortmund-Ems-Kanal și râul Stever.

### Comune învecinate
Comunele învecinate cu orașul Lüdinghausen sunt (începând din sud-vest, în sensul acelor de ceasornic): Olfen (Kreis Coesfeld), Haltern am See (Kreis Recklinghausen), Dülmen, Senden, Ascheberg, Nordkirchen (toate aparținând de Kreis Coesfeld) iar orașul Selm apaținând de (Kreis Unna).

### Împărțirea orașului
Orașul este compus din nucleul central Lüdinghausen și din cartierul Seppenrade.

### Populația
- 1998 - 22.290
- 1999 - 22.469
- 2000 - 22.765
- 2001 - 23.227
- 2002 - 23.504
- 2003 - 23.745
- 2004 - 23.945
- 2005 - 24.016, dintre care 17.497 în Lüdinghausen și 6.519 în Seppenrade

(date la 31 decembrie ale fiecărui an)

## Istoric

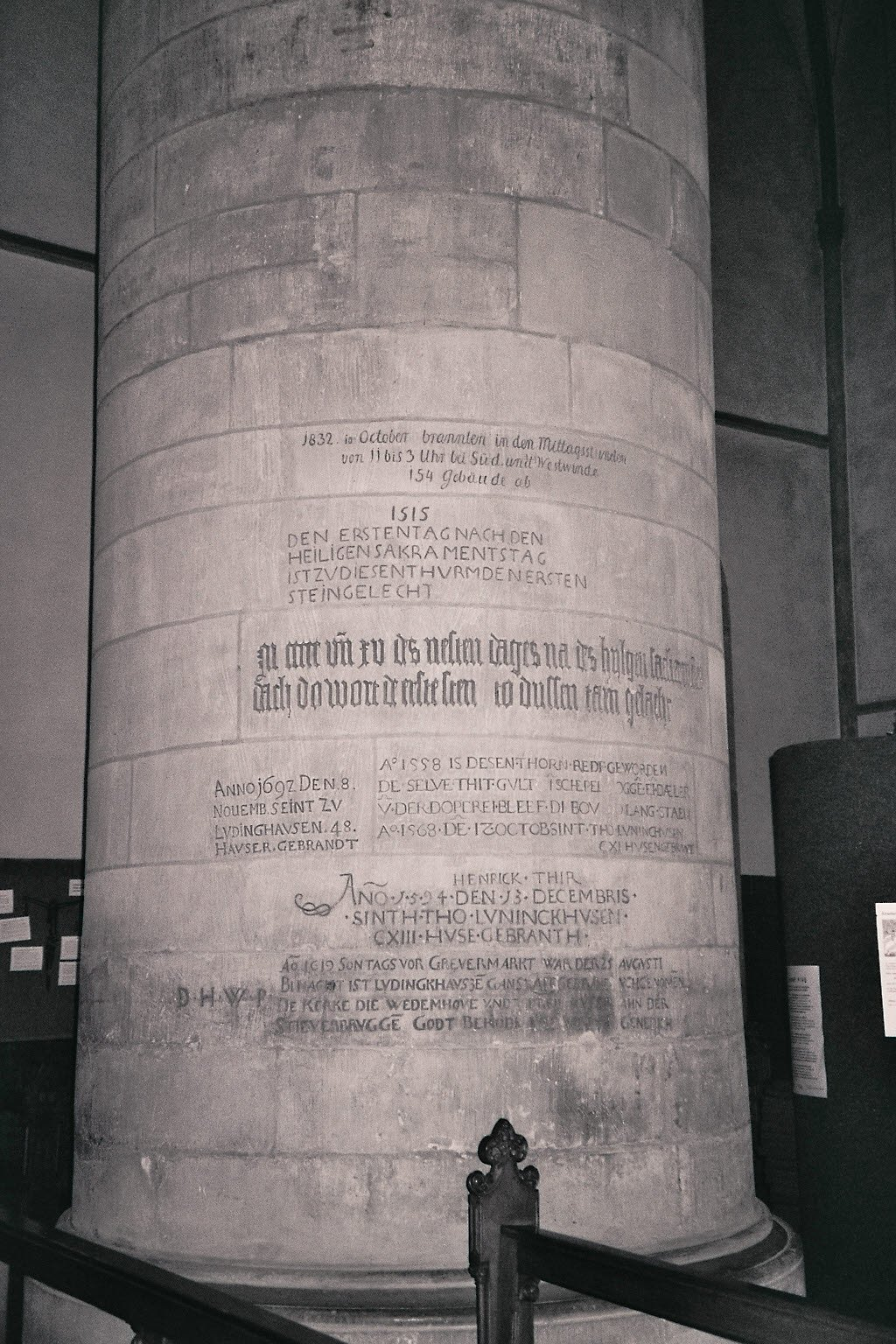
Coloana in Biserica Sf. Felizitas cu cronica oraşului

800 este atestată documentar donația unei moșii în "Ludinchusen" către Sfântul Liudger, făcută de  Snelhard . 809 cortegiul funerar cu moaștele Sf.Liudger trece prin Lüdinghausen. 974 se acorda orasului dreptul de a bate moneda și de a adăposti târgul de mărfuri. 1309 Lüdinghausen primește drepturile de oraș din partea principelui von Lüdinghausen respectiv Lüdinghausen-Wolff. 1507 se pune piatra de fundament a bisericii Felicitaskirche, care și astazi înca există, biserică cu cele mai groase și masive coloane de gresie din Europa. 1572 cea mai timpurie atestare a școlii din  Lüdinghausen. 1585 este atestată documentar o ordonanață de poliție pentru orașul Lüdinghausen. 1633 - 1652 Lüdinghausen este ocupat de diferite trupe în cadrul razboiului de 30 de ani. 1804 ridicarea orașului Lüdinghausen la rangul de Kreisstadt (capitală de district) în cadrul noului Kreis (district) Lüdinghausen. 1832 ultimul incendiu catastrofal ( al 6 lea). 1856 inaugurarea spitalului Marienhospital. 1875 deschidere oficiala a liniei de cale ferată Dortmund-Gronau și prin aceasta a gării Lüdinghausen. 1899 deschiderea canalului Dortmund-Ems-Kanal. 1969 anexarea definitiva a comunei Lüdinghausen-Land. 1975 prin noua organizare a districtului se pierde statutul de capitală de district. Se unește cu Seppenrade. Lüdinghausen devine zona centrală a părții sudice a noului district Kreis Coesfeld. 1987 oraș infrățit cu orașul francez Taverny. 1993 oraș infrățit cu orașul polonez Nysa.

## Cultură, obiective culturale și turistice

### Monumente arhitectonice

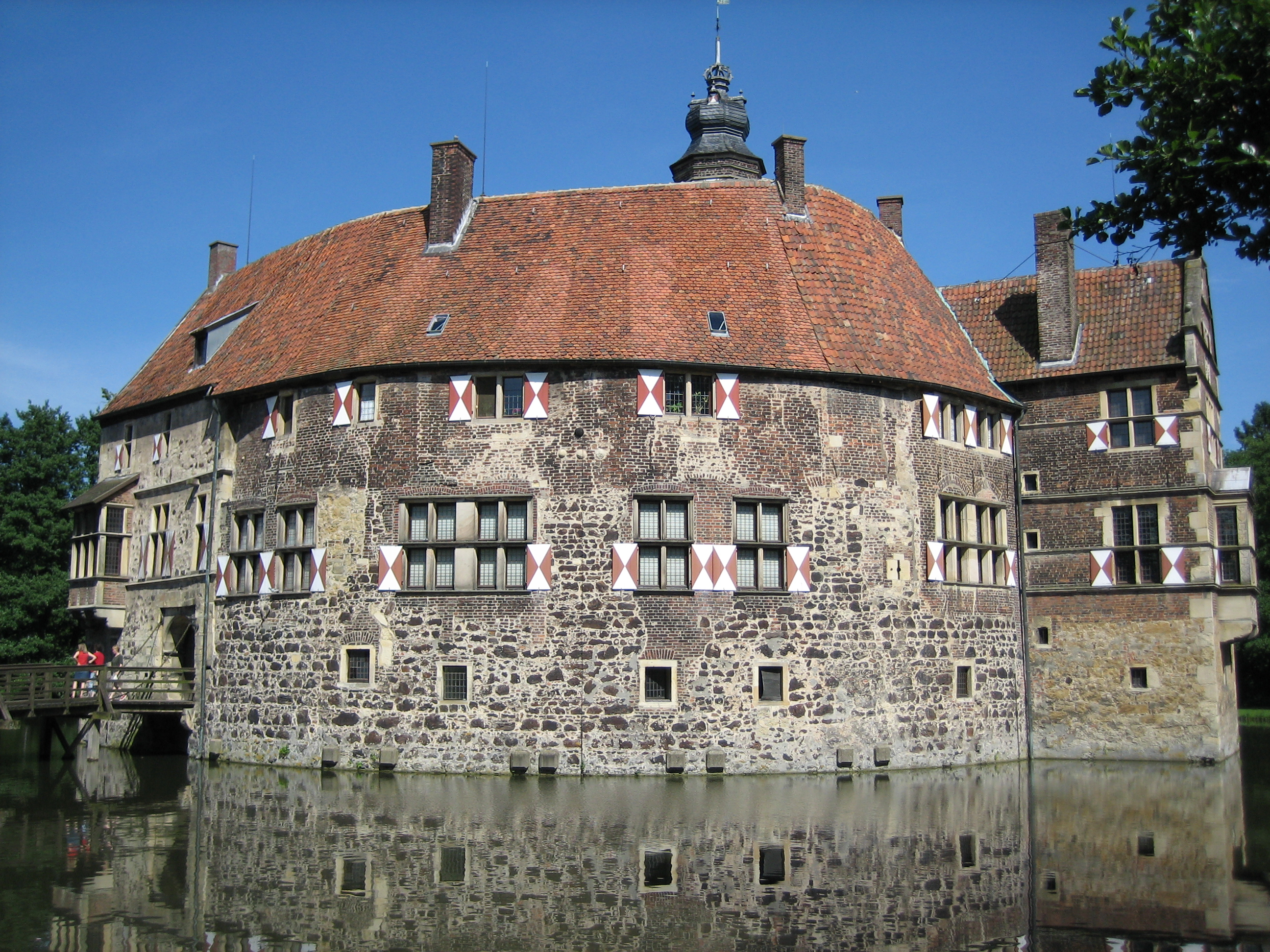
Burg Vischering

Lüdinghausen este cunoscut drept orașul cu 3 cetăți feudale.
Deosebit de interesant de vizitat sunt cetățile înconjurate cu apă Burg Lüdinghausen și   Burg Vischering.
A treia cetate aflată în perimetrul orașului Lüdinghausen este Burg Wolfsberg. În înprejurimile orașului se află încă alte șase cetăți feudale, care după reforma administrativă aparțin acestuia, cea mai cunoscută fiind Burg Kakesbeck.
- Burg Lüdinghausen Cetatea a fost ridicată în secolul XII ca reședință a seniorului von Lüdinghausen și în secolul XVI în timpul lui Gottfried von Raesfeld a fost reconstruită ca un tipic palat renascentist.

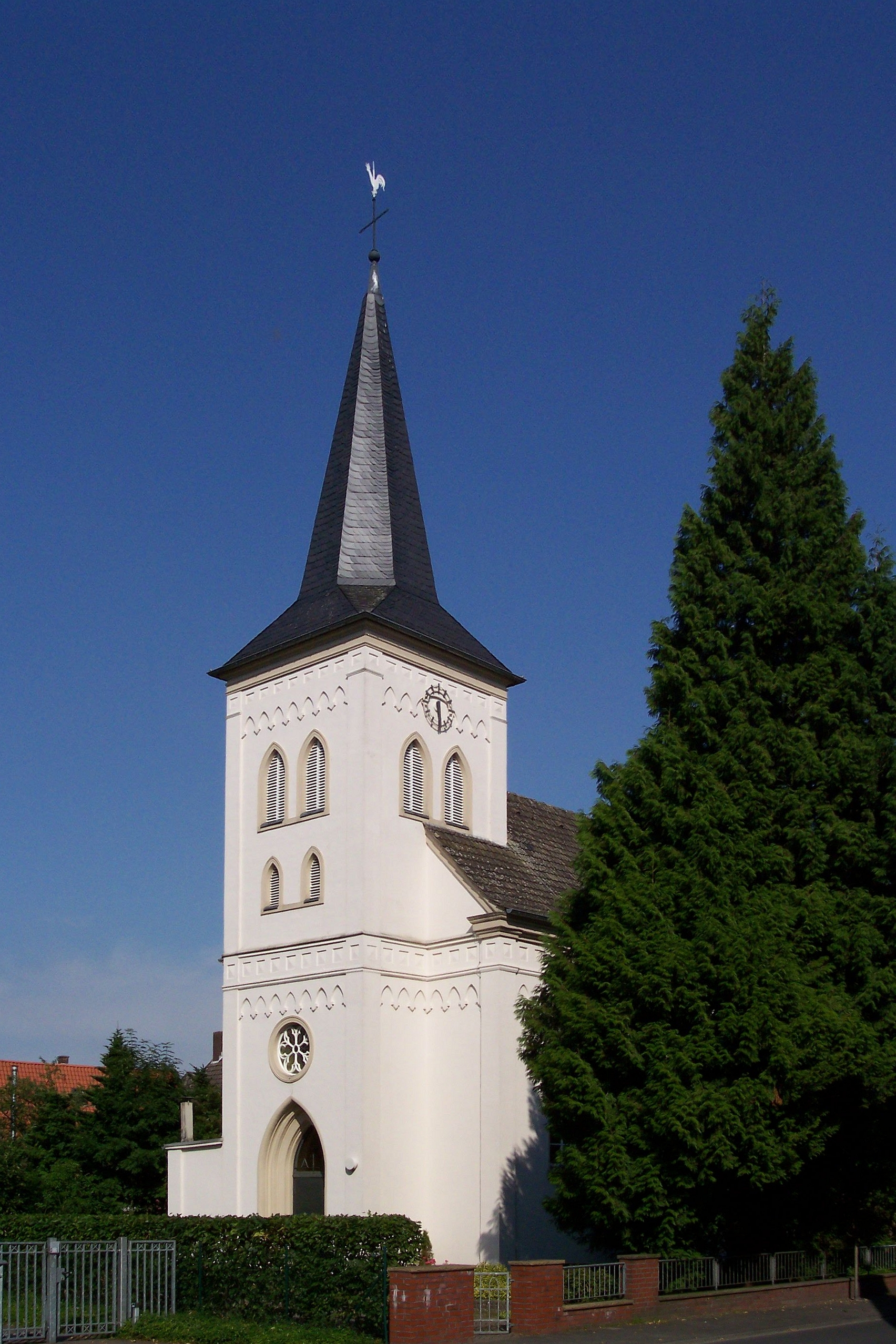
Biserica parohiala evanghelică

- Burg Vischering Cetatea a fost construită la 1271 și a servit până în 1521 drept construcție de apărare. Ea este compusă dintr-o primă zonă destinată serviciilor de întreținere și nucleul propriu-zis al cetății. |Biserica parohiala evanghelică Cele doua părți sunt despărțite de șanțuri de apărare umplute cu apă provenind din râul Stever. În anul 1521 cetatea a ars până la temelii și a fost reconstruită pe vechile fundații. Interiorul cetății a fost complet reamenajat în scopul locuirii de către proprietarul de la acea vreme. Acestui fapt se datoreaza faptul că Burg Vischering a devenit un centru cultural al Kreis Coesfeld. Burgul adăpostește Muzeul Landului Münster, o expoziție de cavaleri medievali și expoziții itinerante de artă.

- Burg Wolfsberg Din vechea cetate feudală înconjurată cu apă din secolul XVI a rămas doar o aripă. Starea actuală se datorează reconstrucției de la sfârșitul secolului XVIII.

- Kath. Pfarrkirche St. Felizitas Biserica parohială catolică (denumită dupa Sfântul Felicitas).

- Ev. Pfarrkiche. Biserica parohială evanghelică. Construcție neogotică cu turn la partea de vest , inaugurată în  1858.

- Rathaus Primăria (denumită Borg). Construcție clasicistă cu fațada din cărămidă aparentă. 1844-45.

- Hakehaus, Inițial adăpost pentru săraci, Wolfsberger Str. Construcție pe structură cu zăbrele (Fachwerkbau) din 1648, în anii 30 reconstruită, actual: Cafeneaua elevilor "Schülercafe Blaupause".

### Parcuri și alte atracții turistice
În Seppenrade se află vestita gradină a trandafirilor "Rosengarden". De asemenea sunt deosebit de frumoase traseele turistice amenajate din zona Burg Vischering și Burg Lüdinghausen. Tot în Seppenrade a fost descoperit în 1895 într-o carieră de piatră cel mai mare Ammonit din lume (la vremea aceea - 700 kg, diametru 1,95 cm, grosime 0,4 m). Originalul plus un alt ammonit de dimensiuni mai mici se află expuși la Muzeul de Științe ale Naturii din Münster. Această specie de ammoniți și-a primit numele după locul în care a fost descoperită : Pachydiscus seppenradendis.

## Economie și infrastructură
Orașul se află la intersecția drmurilor naționale B 58, B 235 și B 474, și prin aceasta are legătură la autostrăzile A 1, A 2 și A 43. O legatură directă există prin  calea ferată Dortmund-Gronau-Enscheder către Lünen / Dortmund ca și către Dülmen / Coesfeld / Gronau / Enschede (NL). De asemenea există linii directe de autobuz către Münster, Selm, Lünen, Nordkirchen, Olfen și Senden. În Borkenberge se află, în apropierea orașului Lüdinghausen pista de aterizare Borkenberge.
Alături de școala profesională Richard-von-Weizsäcker, școala generală Lüdinghausen și școala reală Lüdinghausen în oraș se găsesc doua gimnazii particulare: Gimnaziul Canisianum și St.-Antonius-Gymnasium.

## Sport

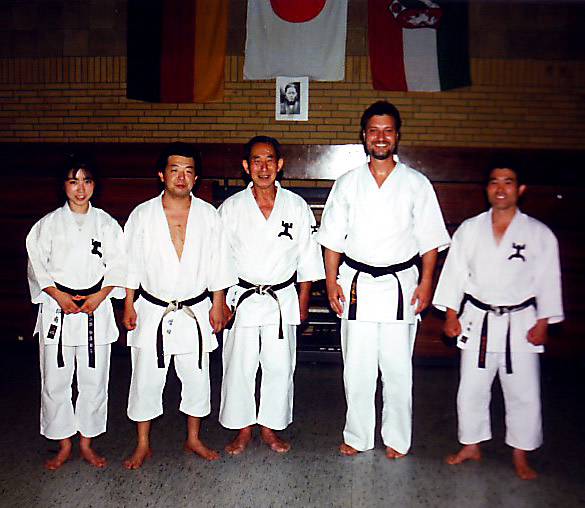
Sensei Kisaki şi Sempai, 1998 stagiu perfecționare Kamen

Orașul Lüdinghausen oferă o mare paletă de asociații sportive. În special clubul sportiv SC Union 08 Lüdinghausen are departamente de fotbal, voley, tenis de masa, basket, tenis de camp, etc. Echipa de Badminton a clubului joacă in 1a Bundesligă. Artele marțiale sunt prezente în orașul de pe Stever prin clubul Bushido Karate-Do Lüdinghausen unde se practică stilul Yuishinkan Goju-Ryu și prin Chung Hsing Mei Hua Tang Lang Association Germany unde se pot practica Tai Ji Quan și Tang Lang.

## Personalități în legatură cu orașul
- Karl Wagenfeld (1869-1939), Scriitor.
- Alfons Lütkoff (1905-1987), Pictor și asesor în Lüdinghausen între 1934-1938.
- George Ștefănescu (n. 20 aprilie 1914, Plăinești, Județul Vrancea, România - d. 29 octombrie 2007, Lüdinghausen, Nordrhein-Westfalen, Germania) pictor și scenograf român.
- Jens Janke, (*1966), Artist de musical, între altele Dansul vampirilor, Elisabeth.